# Marion Ross
Marion Eileen Ross (Watertown, Minnesota, 1928. október 25. –) amerikai színésznő. Legismertebb szerepe Marion Cunningham a Happy Days című vígjátéksorozatban, akit 1974-től 1984-ig alakított.
Szinkronizált a SpongyaBob Kockanadrágban és a Texas királyaiban is, illetve visszatérő szerepei voltak a Szívek szállodájában és a The Drew Carey Show-ban is.

## Élete
Marian Ross néven született a Minnesota állambeli Watertown-ban Gordon és Ellen Ross gyermekeként. Élt a minnesotai Waconiában, majd a szintén minnesotai Willmarba költözött, végül pedig Albert Lea-ben telepedett le. 13 éves korában a "Marian" nevet "Marion"-ra változtatta, mert úgy gondolta, hogy ez az írásmód jobban áll.  A középiskola után Minneapolisba költözött, és a  MacPhail Center for Music iskolában tanult. Ezután a Southwest High School tanulója volt. Egy évvel később a családja San Diegóba költözött. A Point Loma High School tanulójaként érettségizett.
Ezután a San Diego Állami Egyetem hallgatója volt.
Első filmszerepe az 1953-as, Ginger Rogers és William Holden főszereplésével készült Forever Female című filmben volt. Ezután egyre több filmben kapott szerepet. Első televíziós szerepe szintén 1953-ban volt, a Life with Father című sorozatban.
2018-ban nyugdíjba vonult.
2021-ben Albert Lea városa szobrot állított a tiszteletére.